# ヨンケル・ランプと恋人
『ヨンケル・ランプと恋人』（ヨンケル・ランプとこいびと、英: Yonker Ramp and His Sweetheart）は、17世紀オランダ黄金時代の巨匠フランス・ハルスが1623年、キャンバス上に油彩で描いた絵画である。 絵画は、『宿の若い男と女』（やどのわかいおとことおんな、英: Young Man and Woman in an Inn）、または『ピーテル・ランプの肖像』（ピーテル・ランプのしょうぞう、英: Portrait of Pieter Ramp）という題名も与えられてきた。作品は、1913年にベンジャミン・アルトマンに寄贈されて以来、ニューヨークのメトロポリタン美術館の所蔵となっている。

## 作品

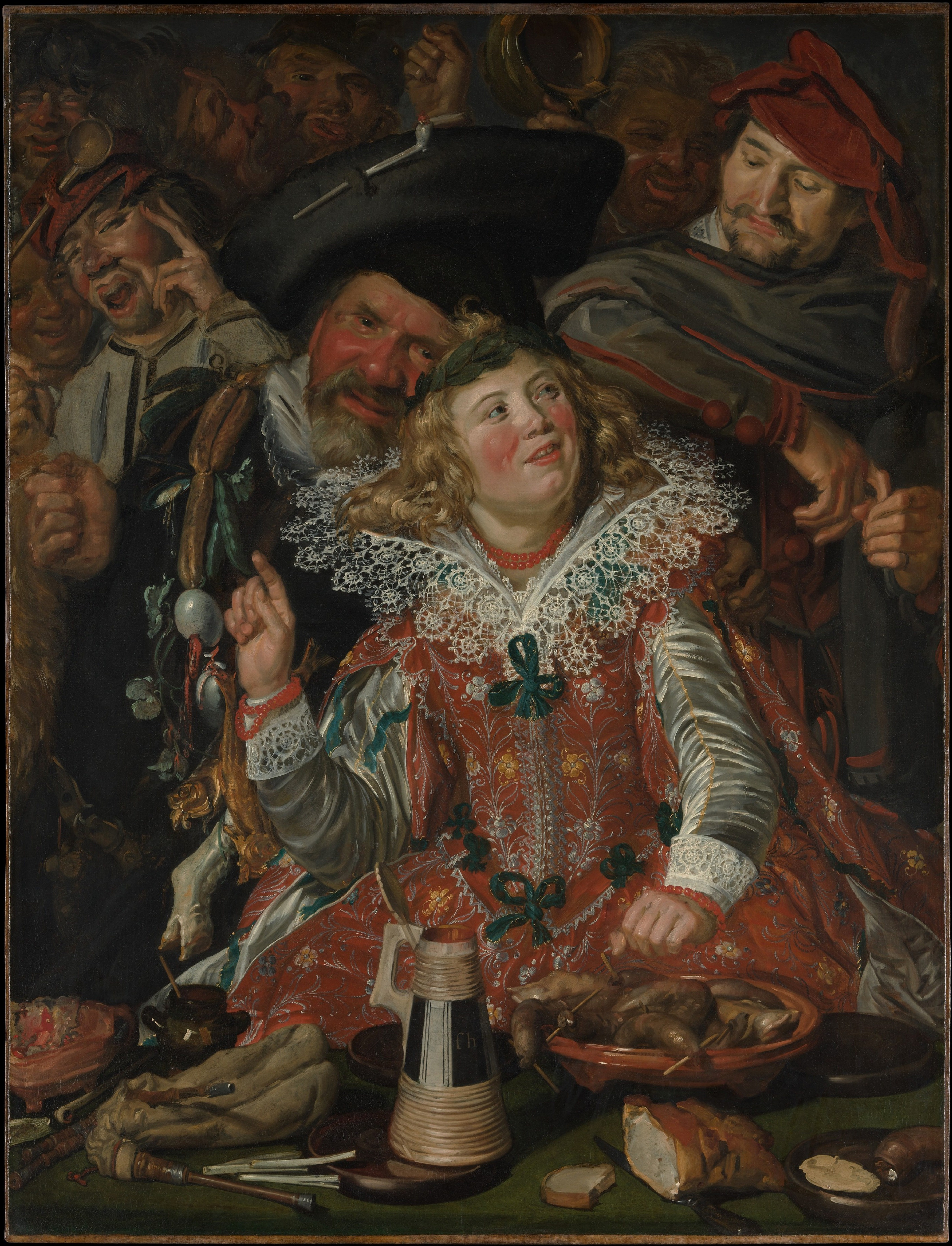
フランス・ハルス『ざんげ節に浮かれ騒ぐ人々』 (1616-1617年)、メトロポリタン美術館

絵画は、若い騎士と彼にもたれかかっている笑顔の女性を表している。騎士は、明らかにふざけて彼女から取ってしまった酒瓶を頭上に掲げており、左手で犬の頭を掴んでいる。カップルは、少し開いているカーテンの前に立っているが、カーテンの向こうには、皿を運んでいる男と彼の後ろの燃えている暖炉が覗いている。ハルスは、フランドル絵画から学んだ大胆な筆致で、宿屋、または売春宿で戯れている男女を陽気に描いている。紅潮した頬と口を開けた笑いは、カップルが性的行為を行ってしまっていることを示唆している。

## 名称
本作は長い間、ハールレム警備隊少尉であるピーテル・ランプの肖像画であると考えられていた。しかし、画中の女性がハルスの『ざんげ節に浮かれ騒ぐ人々』(メトロポリタン美術館) に描かれている女性に非常に類似しているため、この解釈は却下されるにいたっている。両作品とも、今日では風俗画であると見なされており、モデルの人物たちは、ハルスの子供たちや弟子などハルスの周辺にいた人の誰かであると考えられている。1910年のフランス・ハルスの目録において、研究者のホフステーデ・デ・フロートは、本作の複製画がロンドンにあることに着目し、以下のように記述した。 
139番。ユンケル・ランプと恋人。B. 13、M. 209.。屋内に、腰まで見える若い少尉が4分3右向きに立っている。彼は、レースのカラーとリストバンドの付いたダブレットを身に着け、羽根の付いた幅広い縁のある帽子を被っている。右手にはワイン・グラスを持ち、それを見て楽し気に笑っている。左手で、画面右手前の端にいる犬の頭を掴んでいる。彼の背後の右側には、鑑賞者の方を見て、微笑んでいる少女が立っている。彼女は右手を彼の右肩に置き、左手で彼の左肩に触れている。右の背景には、2枚の絵画ある暖炉がある。暖炉の前には、若い男が前方に歩いてきている。彼は左側を見ており、何かを運んでいる。左側の暖炉の横には、もう1枚の絵画がかかっている。暖炉の端に署名。F. Hals 1623。板上のキャンバス。縦42インチ、横31インチ。この絵画の複製がヘセルタイン・コレクションにあり [140を参照]。 競売歴。1791年10月29日、レイデン、J.A. フェルセイデン・ファン・ファリック (J. A. Versijden van Varick)、103番 (130フロリン). 1880年4月20日、アムステルダム、コペス・ファン・ハッセルト・オブ・ハールレム (Copes van Hasselt of Haarlem)、1番。パリ、プルタル(Pourtales)。ロンドンの画商デュヴィーン (Duveen) の所蔵。ニューヨークのベンジャミン・アルトマンのコレクション。
1989年の国際的フランス・ハルス展 (この作品は貸出不可のため展示されなかった) のカタログで、 シーモア・スライヴは、本作は制作年が記されているハルスの唯一の作品であると主張した。スライヴは、ハルスの福音書記者を描いた4作について話していた時に、この作品には別の解釈、すなわち聖書の放蕩息子のたとえ話をハルスが解釈したものであると言及した。スライヴがそう記述した同年に、クラウス・グリムは、この絵画をフランス・ハルスに帰属することを拒絶した。とはいえ、グリムは、本作を失われた作品の複製と呼び、おそらくハルスの絵画にもとづいた絵画であるとは認めた。
主な人物が付き添う人に伴われるという、ハルスの2人物の配置法は、1620年代の彼の多くの絵画に一般的なものであった。

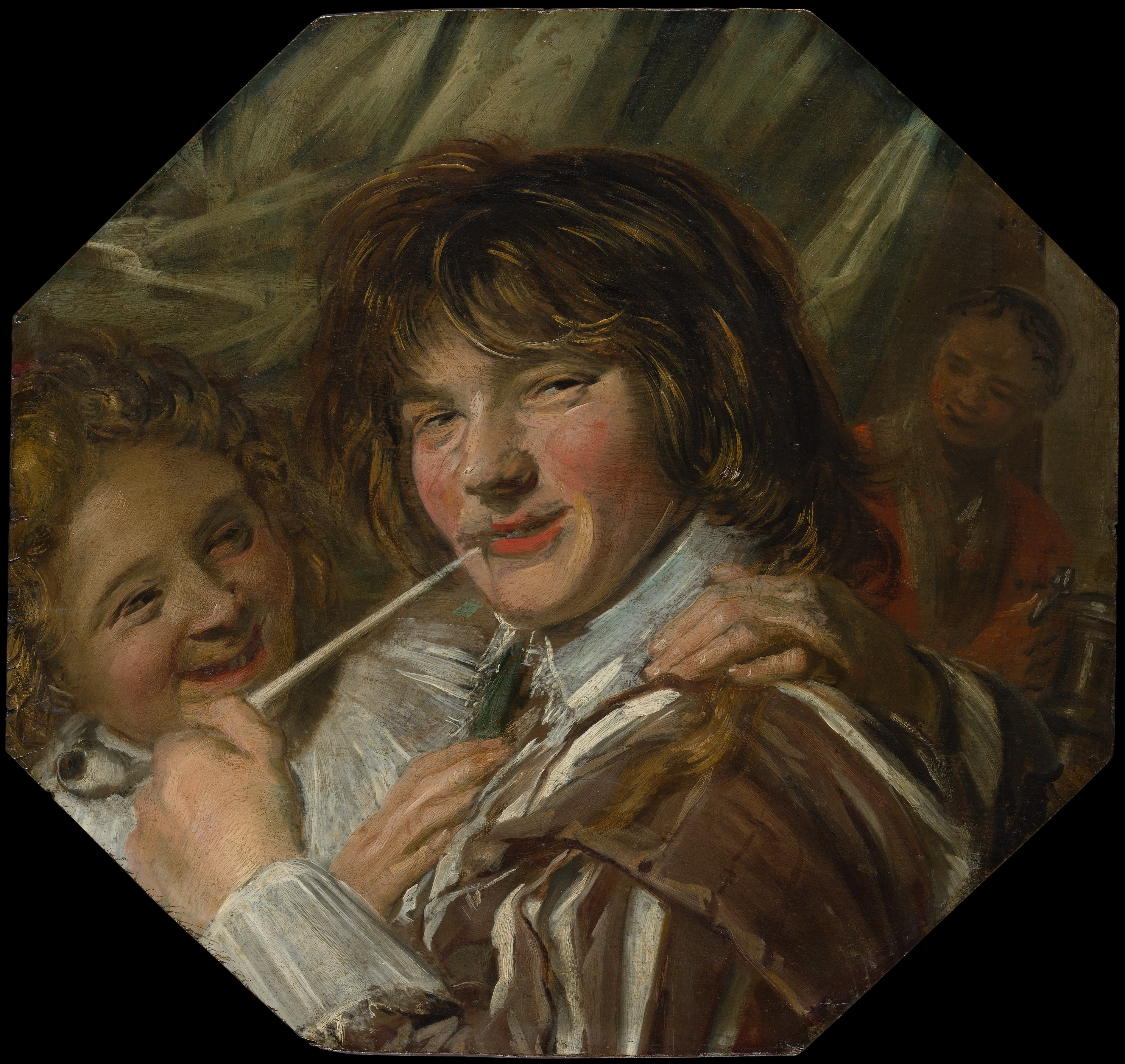
『喫煙者』。付き添う１人が左に、もう1人が右の背景にいる。
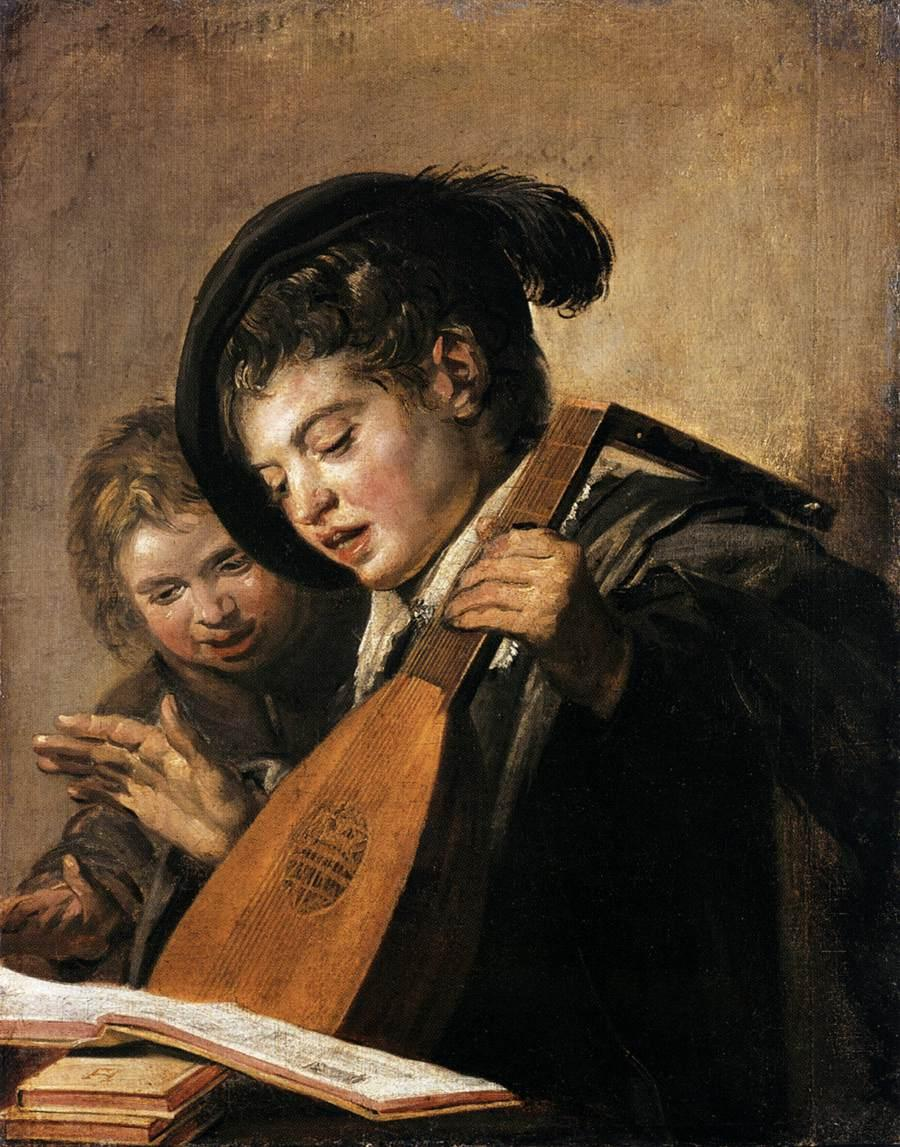
『歌う少年たち（英語版）』。付き添う人物が左にいる。
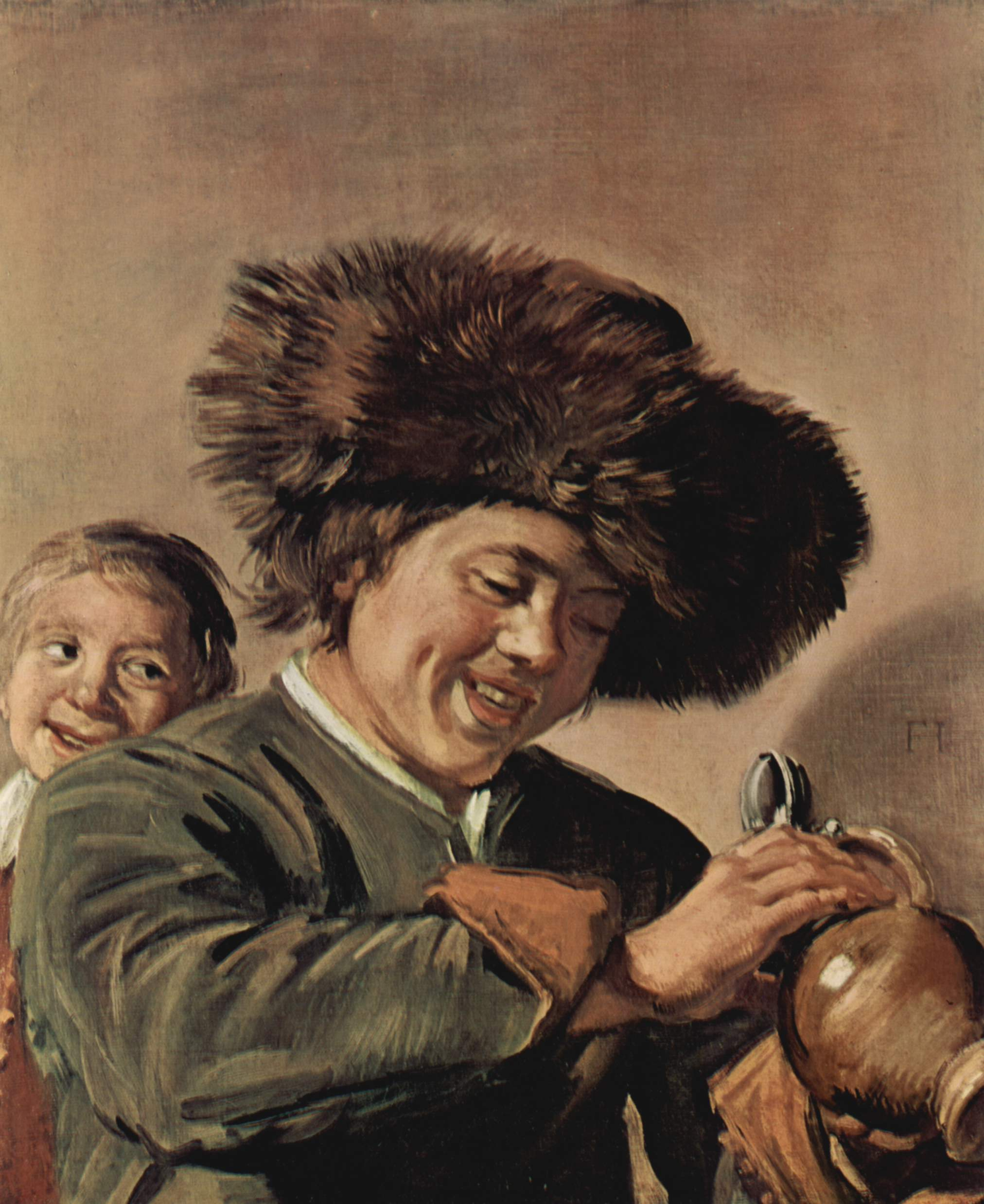
『2人の少年とビール注ぎ容器（英語版）』 。付き添う人物が左にいる。
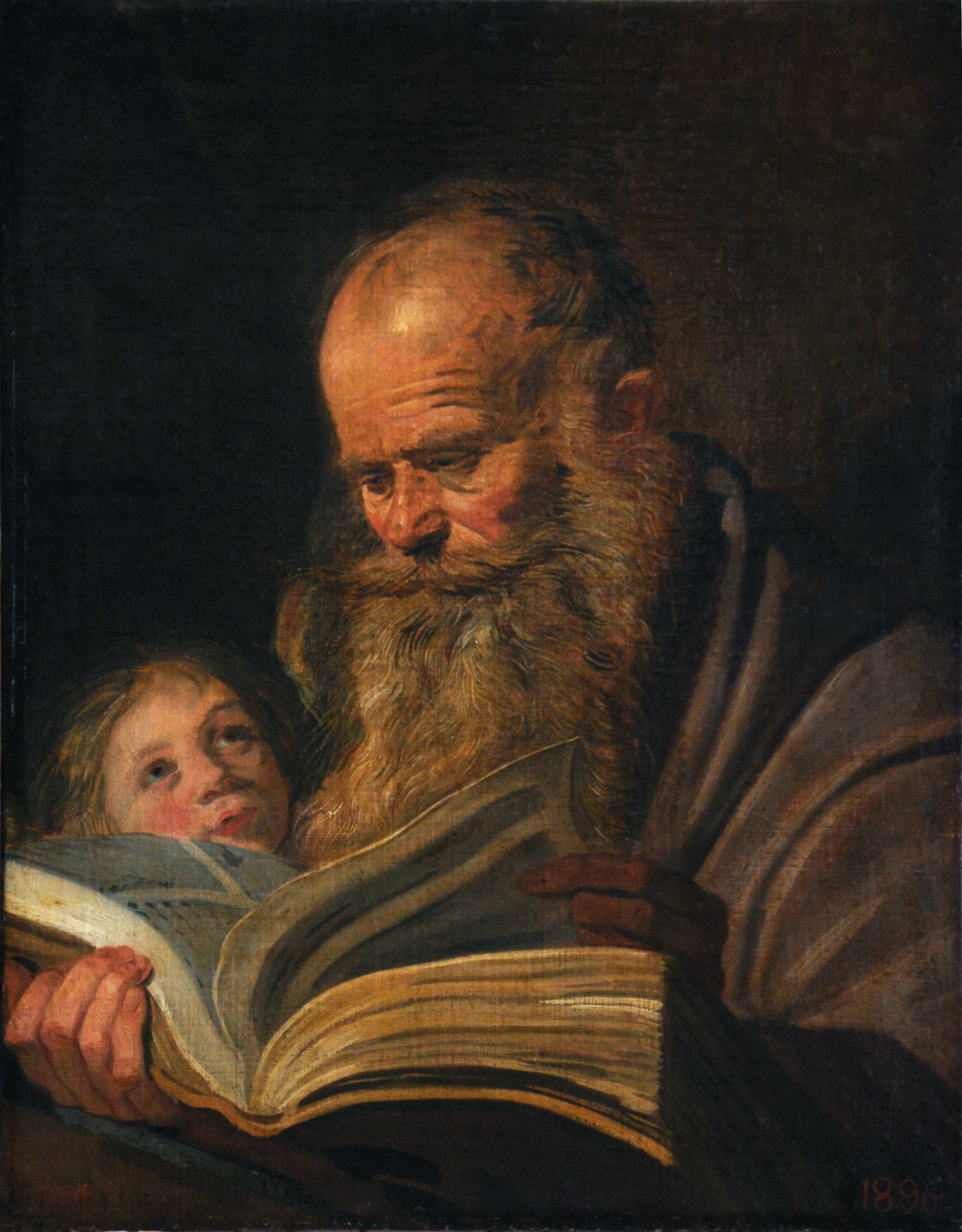
『聖マタイと天使』。付き添う人物が左にいる。